# Kazimierz Dux
Kazimierz Dux (ur. 9 czerwca 1915 w Kijowie, zm. 26 marca 2001 w Warszawie) – polski lekarz onkolog, profesor medycyny.

## Życiorys
Syn Albina. W 1933 ukończył Państwowe Gimnazjum im. Karola Marcinkowskiego. Od 1935 na Wydziale Lekarskim Uniwersytetu Poznańskiego.
Od 1948 na stanowisku docenta chorób wewnętrznych tamże. Od 1949 do 1955 profesor patologii ogólnej i doświadczalnej ŚAM w Katowicach. Od 1955 do 1985 Kierownik Zakładu Biologii Nowotworów Instytutu Onkologii im. Marii Skłodowskiej-Curie (w Warszawie). Od 1971 członek korespondent, od 1983 członek rzeczywisty PAN. Od 1985 członek Towarzystwa Naukowego Warszawskiego.

## Wybrane publikacje
- Kazimierz Dux: Wstęp do biologii nowotworów. Warszawa: Państwowe Wydawnictwo Naukowe, 1973, s. 407. (z M. Chorążym)

## Ordery i odznaczenia
- Złoty Krzyż Zasługi (13 lipca 1954)[1]

## Nagrody i wyróżnienia
- Państwowa Nagroda Naukowa III stopnia w dziedzinie nauk lekarskich za badania nad patologią gruczołów dokrewnych i całość prac, związanych ze zwalczaniem nowotworów (1950)[6]
- tytuł doktora honoris causa Śląskiej Akademii Medycznej (1998)[7]